# Nazif Mujić
Nazif Mujić (ur. 10 października 1970 w Tuzli, zm. 18 lutego 2018 w Svatovacu) – bośniacki niezawodowy aktor filmowy pochodzenia romskiego. 

## Życiorys
Znany z zaledwie jednej roli filmowej, w której zagrał samego siebie - zbieracza złomu w Senadzie (2013) Danisa Tanovicia. Zdobył za nią Srebrnego Niedźwiedzia dla najlepszego aktora na 63. MFF w Berlinie.
W 2014 bezskutecznie próbował uzyskać azyl dla siebie i swojej rodziny w Berlinie. Powodem miała być dyskryminacja w Bośni i Hercegowinie, z którą stykać się mieli regularnie ze względu na swoje romskie pochodzenie.
Pomimo osiągnięcia chwilowego sukcesu i zdobycia cennej nagrody filmowej, Mujić nie zdołał poradzić sobie z problemami w życiu osobistym. Z przyczyn finansowych był zmuszony sprzedać swojego Srebrnego Niedźwiedzia za kwotę 4 tys. euro, by móc wyżywić dwoje swoich dzieci.
Zmarł w skrajnym ubóstwie na skutek psychicznego stresu w wieku zaledwie 48 lat. Organizatorzy 68. MFF w Berlinie złożyli kondolencje i hołd jego osobie w trakcie trwania imprezy.